# بيت الاصفر (السدة)

تعديل مصدري - تعديل

بيت الأصفر محلة تابعة لقرية الاغراب، التابعة لعزلة الاعماس بمديرية السدة إحدى مديريات محافظة إب في الجمهورية اليمنية.، بلغ تعداد سكانها 44 حسب تعداد اليمن لعام 2004.